# Liceo scientifico statale Fulcieri Paulucci di Calboli
Il liceo scientifico statale "Fulcieri Paulucci Di Calboli" è una scuola secondaria di secondo grado di Forlì. Fondato nel 1923 è uno dei 37 regi licei istituiti dal governo con la riforma Gentile.

## Storia
Nei suoi primi anni come liceo scientifico, l'attività della scuola venne finalizzata alla preparazione agli studi universitari nelle facoltà scientifiche e il numero di iscritti venne limitato da queste impostazioni di carattere elitario e selettivo.
Nel 1924 il collegio degli insegnanti espresse con voto unanime l'intitolazione a Fulcieri Paulucci di Calboli, eroe della prima guerra mondiale, ottenendo sovvenzioni dal senatore Raniero Paulucci di Calboli per un totale di 10 000 lire.

## Struttura

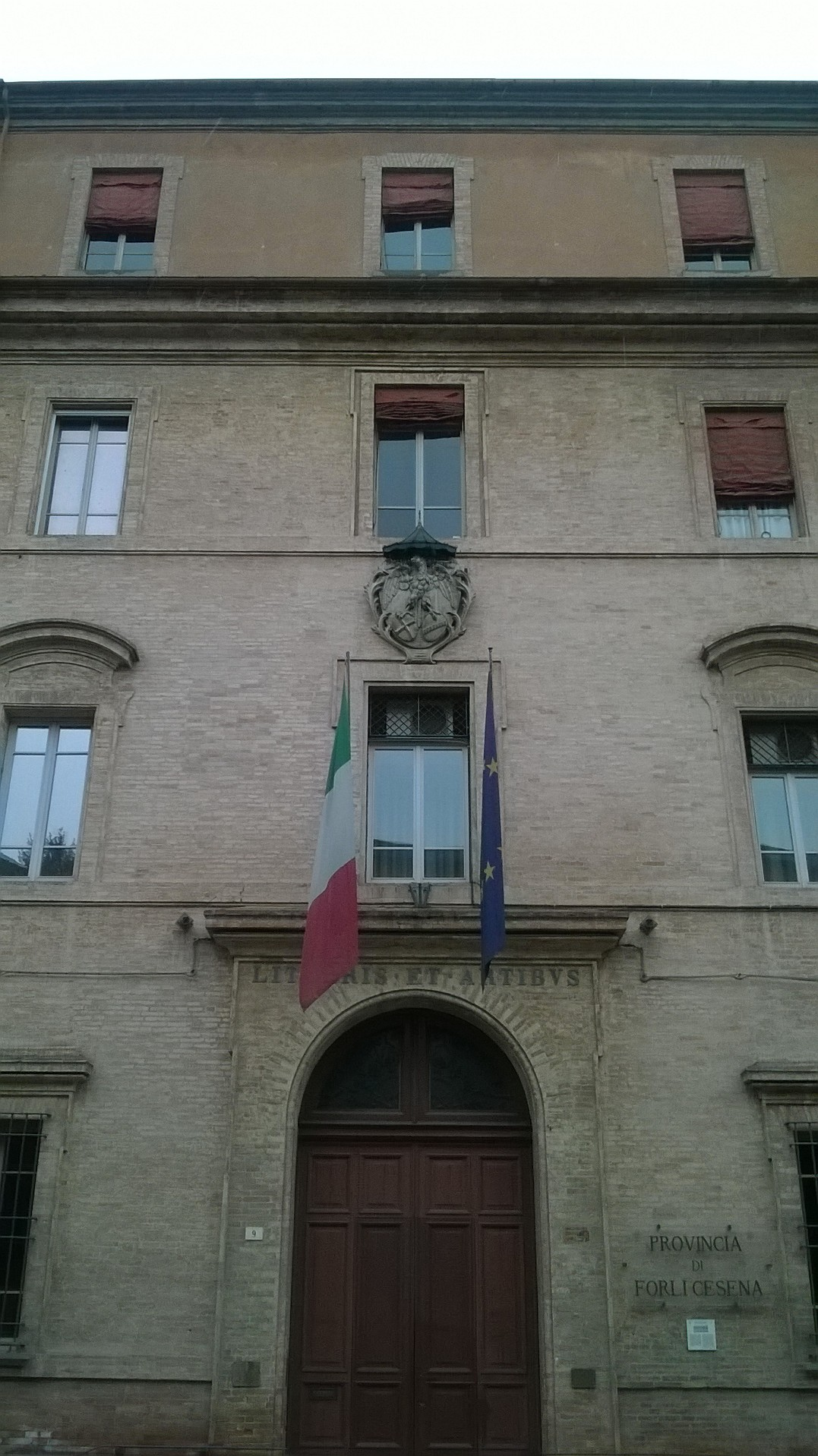
Palazzo della Provincia, prima sede del liceo scientifico in Piazza Morgagni

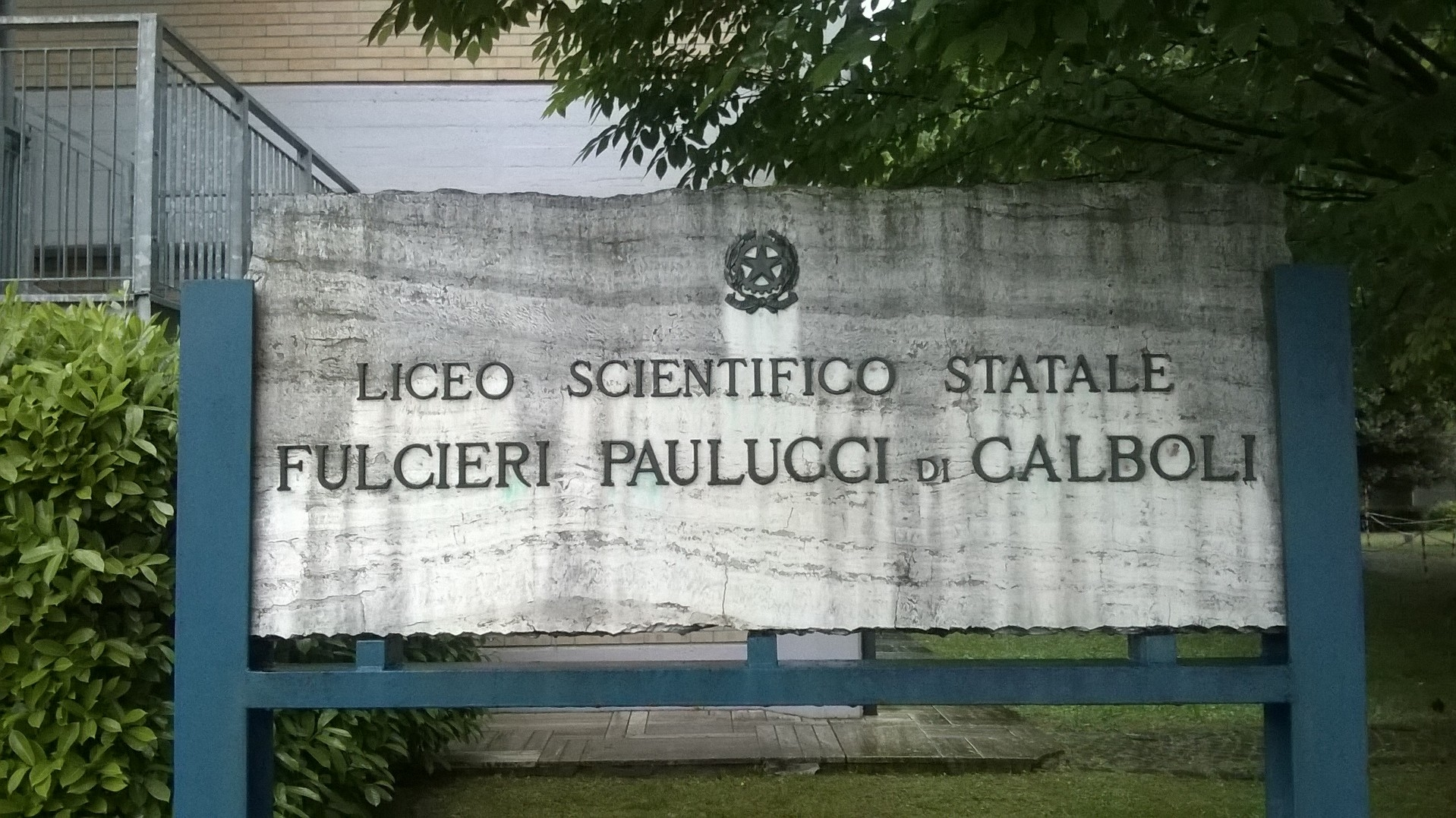
Targa della scuola in via Aldo Moro

La sede originaria della scuola si trovava presso l'attuale Palazzo della Provincia, al tempo chiamato "Palazzo degli Studi", costruito da Fabrizio Paolucci nel XVIII secolo. Nel 1972 l'istituto fu poi trasferito nell'attuale sede in via Aldo Moro, formando il Centro Studi Salvador Allende, che comprende il liceo scientifico, l'istituto tecnico "Saffi Alberti" (per geometri) e l'istituto tecnico "Carlo Matteucci" (ragioneria).
Nel 2016 viene aggiunto un altro edificio di due piani (ubicato in via Marconi) che ospita 7 classi seconde, per far fronte al costante aumento del numero di iscrizioni.
Oltre ai consueti centri aggregatori, quali i laboratori e la biblioteca, l'istituto dispone di una pista da atletica, di un campo da calcio e di un ampio parco.
Da alcuni anni sono presenti il corso tradizione, quello di scienze applicate, due corsi quadriennali, uno sportivo e dall'anno scolastico 2025/2026 di un corso con curvatura biomedica.